# Прогресо (Болоња)
Прогресо (итал. Progresso) је насеље у Италији у округу Болоња, региону Емилија-Ромања.
Према процени из 2011. у насељу је живело 12441 становника. Насеље се налази на надморској висини од 24 м.